# An Ostrich Told Me the World Is Fake and I Think I Believe It
An Ostrich Told Me the World Is Fake and I Think I Believe It ist ein australischer Stop-Motion-Animationskurzfilm von Lachlan Pendragon aus dem Jahr 2022.

## Handlung
Neil arbeitet in einem Callcenter, um dort Toaster zu verkaufen. Gegen Ende des Monats kommt sein Chef Billie vorbei und sagt ihm, dass er der schlechteste Verkäufer ist und am nächsten Tag gekündigt wird, wenn er nicht mehr verkauft. Zugleich sieht der Zuschauer die ablaufende Handlung auf einem Kamerabildschirm, während im Hintergrund verschwommene Bewegungen andeuten, dass es sich um einen Stop-Motion-Film handelt. Neil arbeitet an dem Tag länger, schläft ein und trifft im Aufzug einen Strauß, der ihm erzählt, dass er in einer falschen Welt lebt, und sagt ihm, er soll doch einmal den Raum durch eine Tür verlassen. Als Neil dies tut, fällt er aus dem Set und sieht eine Kiste voll mit seinen Gesichtshälften.
Am nächsten Morgen wacht er im Callcenter auf, aber die gesamte Einrichtung wurde modernisiert. Erschreckt versucht er Gaven von seinen Erlebnissen zu berichten, der aber nichts glauben will. Auch die Abstellkammer ist mittlerweile existent und enthält die alte Büroausstattung. Erneut fällt Neil aus der Handlung, wird von einer menschlichen Hand in eine Schachtel mit kaputten Teilen gelegt und durch eine ähnliche Figur ersetzt. Daraufhin sind Szenen aus dem Schnitt zu sehen und schließlich läuft ein kurzer Stop-Motion-Werbefilm für den Büroausstatter „Ostrich Office“, in dem Neils Büro blitzschnell eine neue Ausstattung erhält.

## Produktion
Das Projekt sollte ursprünglich das Promotionsthema des Regisseurs werden.
Lachlan wurde inspiriert von anderen Animationsfilmen, die die dargestellte Realität konstruieren wie Entnervte Ente oder die Filme von Tex Avery. Lachlan schrieb das Drehbuch, modellierte die Figuren und produzierte den gesamten Film während der COVID-19-Pandemie bis 2022.

## Rezeption
Jennie Kermode bezeichnet den Film als den erfindungsreichsten der fünf als Bester animierter Kurzfilm 2023 für den Oscar  nominierten Filme.

## Auszeichnungen (Auswahl)
- 2022: Student Academy Award in der Kategorie Animation
- 2022: Interfilm Berlin Nominierung in der Kategorie Bester Kurzfilm
- 2023: Oscar-Nominierung in Kategorie Bester animierter Kurzfilm